# VII Olimpiada Geograficzna
VII Olimpiada Geograficzna – olimpiada geograficzna, której finały odbyły się w 1981 w Katowicach w siedzibie Instytutu Kształcenia Nauczycieli i Badań Oświatowych (zakończenie i wręczenie nagród odbyło się 8 czerwca 1981 w siedzibie Ministerstwa Oświaty i Wychowania w Warszawie).
W etapie szkolnym udział wzięło 1963 uczestników, a do finału pisemnego w Katowicach dotarło ich 54. Laureatami zostali:
- 1. miejsce: Jacek Skrzypczyński - VII Liceum Ogólnokształcące we Wrocławiu,
- 2. miejsce: Sylwester Kobiela - I Liceum Ogólnokształcące w Kaliszu,
- 3. miejsce: Janusz Kozubiński - V Liceum Ogólnokształcące we Wrocławiu, Michał Siwicki - XIV Liceum Ogólnokształcące w Warszawie, Wiesław Skwarko - II Liceum Ogólnokształcące w Rzeszowie, Radosław Zmitrowicz - Liceum Ogólnokształcące w Kozienicach[1].

Nagrodę Zarządu Głównego Polskiego Towarzystwa Geograficznego dla nauczyciela wyróżniającego się systematyczną pracą z olimpijczykami otrzymała Danuta Adams z IX Liceum Ogólnokształcącego w Gdańsku.